# 7558 Yurlov
7558 Yurlov este un asteroid din centura principală de asteroizi.

## Descriere
7558 Yurlov este un asteroid din centura principală de asteroizi. A fost descoperit pe 14 octombrie 1982 la Observatorul de Astrofizică din Crimeea de Liudmila Karacikina. El prezintă o orbită caracterizată de o semiaxă mare de 2,29 ua, o excentricitate de 0,10 și o înclinație de 4,5° în raport cu ecliptica.